# محوطه پلاچال (محمد چال)
محوطه پلاچال (محمد چال) مربوط به دوران‌های تاریخی پس از اسلام است و در شهرستان رودسر، بخش رحیم‌آباد، دهستان اشکور علیا واقع شده و این اثر در تاریخ ۲۷ بهمن ۱۳۸۲ با شمارهٔ ثبت ۱۱۰۰۲ به‌عنوان یکی از آثار ملی ایران به ثبت رسیده‌است.